# Morteza Avini
Seyyed Morteza Avini (em persa: سید مرتضی آوینی : também conhecida por Aviny; 23 de setembro de 1947 – 9 de abril de 1993), foi um documentalista, escritor e teórico do "Cinema Islâmico" iraniano. Estudou arquitectura na Universidade de Teerão no ano de 1965. Durante a Revolução Iraniana, Avini começou a sua carreira artística como director de documentários, e é considerado um destacado cineasta de guerra. Fez mais de 80 filmes sobre a Guerra Irão–Iraque. Segundo Inés Devictor, Avini inventou métodos originais de cinematografia, que representam o lado esotérico da Guerra Irão–Iraque, em termos do pensamento místico dos xiítas.

## Morte e legado

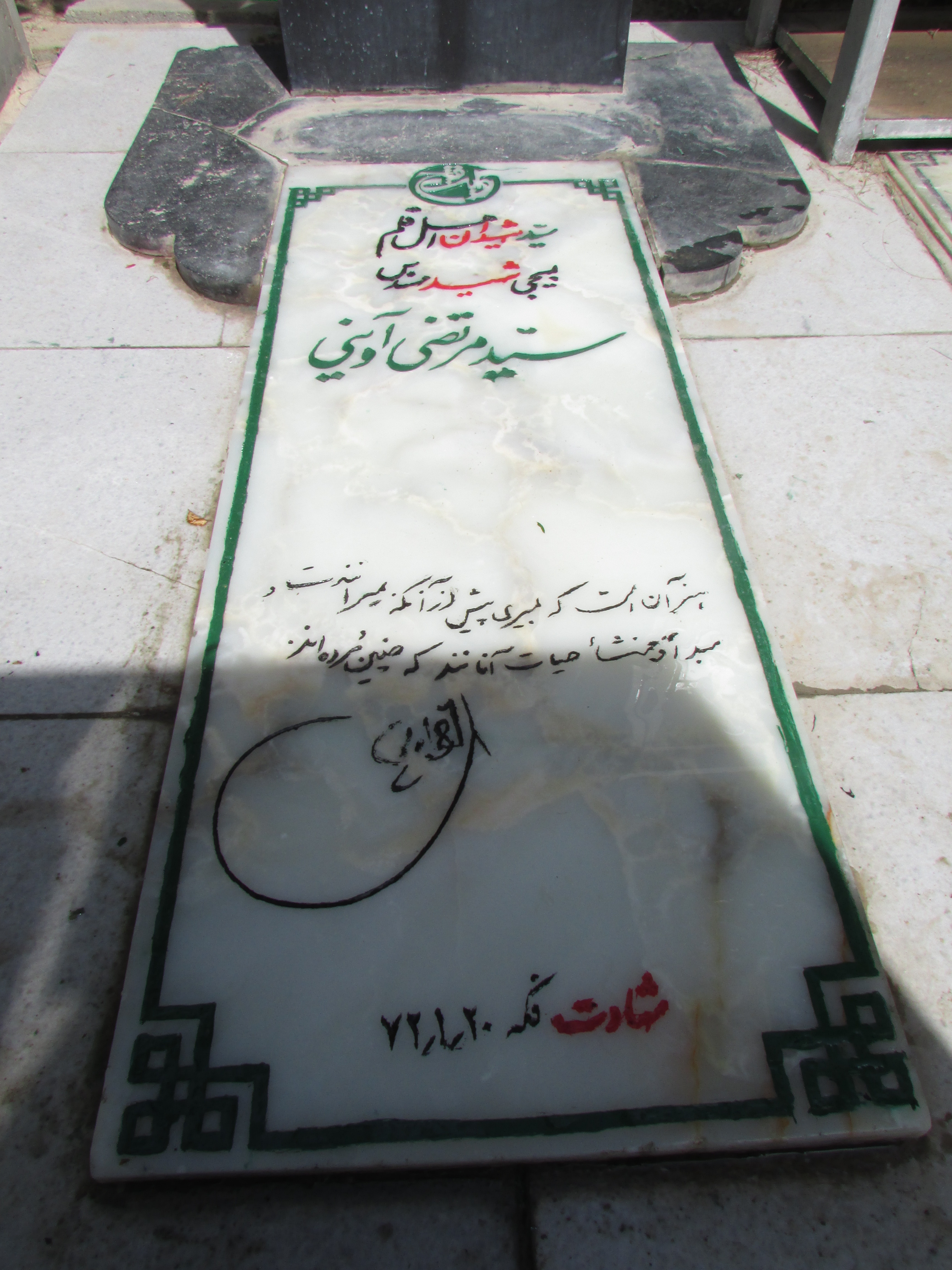
A campa de pedra de Morteza Avini

Avini morreu por uma explosão de minas terrestres em Fakkeh, ao noroeste da Província de Juzestán, a 9 de abril de 1993. Foi chamado um shahid, ou "mártir", após a sua morte. O ayatolá Ali Jamenei, o Líder Supremo de Irão, descreveu-o como "o maestro de mártires literados". O dia 20 de Farvardin foi declarado no dia da "Revolução Islâmica de arte" no calendário Iraniano.